# Francesco Hayez
Francesco Hayez (10. února 1791, Benátky – 21. prosince 1882, Milán) byl ve druhé a třetí čtvrtině 19. století vůdčí milánský malíř neoklasicismu a romantismu, který proslul mnohafigurovými kompozicemi obrazů s náměty z řecké mytologie, bible i z historie, politickými alegoriemi a jemnými portréty.

## Biografie

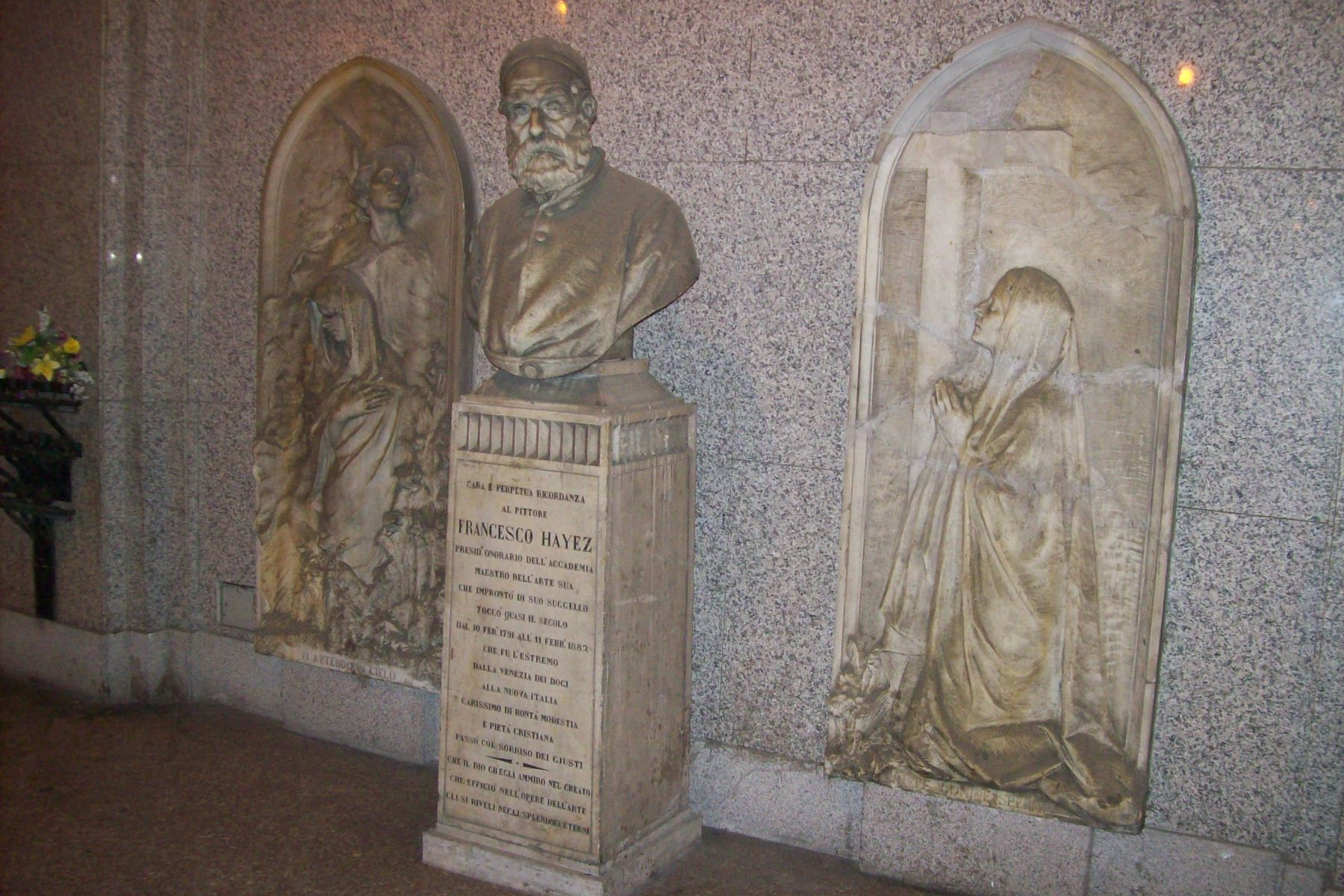
Busta a hrob Francesca Hayeze v Miláně (Cimitero monumentale di Milano).

Hayez pocházel z poměrně chudé rodiny. Jeho otec byl francouzského původu zatímco jeho matka, Chiara Torcella, pocházela z Murana. Francisco se narodil jako nejmladší z pěti synů a byl vychováván sestrou své matky, která si vzala Giovanniena Binasca, bohatého majitele lodí a sběratele umění. Od dětství projevoval velký zájem o umění a malířský talent, v němž ho aktivně podporoval strýc. Tři roky studoval malířství u malíře Francesca Maggiotta (Fedeliho) v Benátkách. 
V letech 1806–1809 studoval na Akademii výtvarných umění v Benátkách pod vedením Teodora Matteiniho. V roce 1809 nastoupil na Akademii svatého Lukáše v Římě, kde zůstal až do roku 1814, kdy se přestěhoval do Neapole. V roce 1850 byl jmenován ředitelem Akademie di Brera v Miláně. Roku 1882 zemřel, pochován byl v Miláně na Cimitero monumentale di Milano.

### Hodnocení
Jeho obrazy mají dvě stylové polohy. První skupinu tvoří strnulé mnohafigurové kompozice s ideální architekturou v pozadí, představují římský neoklasicismus, s motivy mytologickými (například Odysseus), historickými (Zničení jeruzalémského chrámu) nebo současnými (například Uprchlíci z Pargy) a formální inspiraci římskými nazarény. Malby ženských aktů tvořil pod vlivem Jeana Augusta Ingrese, mají sice různé náměty, v realizaci jsou si však vzájemně podobné (Nymfy, Batšéba, Támar, Maří Magdaléna) a pro své erotické prvky jsou v současnosti často kopírovány.
Hodnocení Hayezova díla komplikuje absence signatur a letopočtů. Hayez ke svým pracím navíc přidával cizí obrazy, které si koupil, a naopak některé vlastní práce prodal bez evidence do soukromého majetku, a tím znemožnil jejich poznání. Často maloval stejné náměty beze změn nebo jen s minimálními změnami. 

## Dílo (výběr)
- Aristoteles (1811)
- Rinaldo a Armida (1812–1813)
- Odysseus na dvoře krále Alkinoa (1814–1816)
- Sicilské nešpory, Scéna 1 (1821–1822)
- Autoportrét s tygrem a lvem, kolem 1830
- Řečtí uprchlíci z Pargy, 1831, Brescia
- Kající Maří Magdaléna (1833)
- Ležící odaliska, (1839)
- Křižáci poblíž Jeruzaléma (1836–1850)
- Samson se lvem, 1842
- Levita Efrajim (1842–1844)
- Meditace (1848)
- Portrét Antonietty Tarsis Basilico (1851)
- Loučení dóžete Francesca Foscariho se synem Jacopem (1852–1854)
- Polibek (1859) – Pinacoteca di Brera, Milán
- Zničení Jeruzalémského chrámu (c. 1867)
- Smrt dóžete Marina Faliera (1867) – Pinacoteca di Brera, Milán
- Váza s květinami na okně (c. 1881)

## Fotogalerie

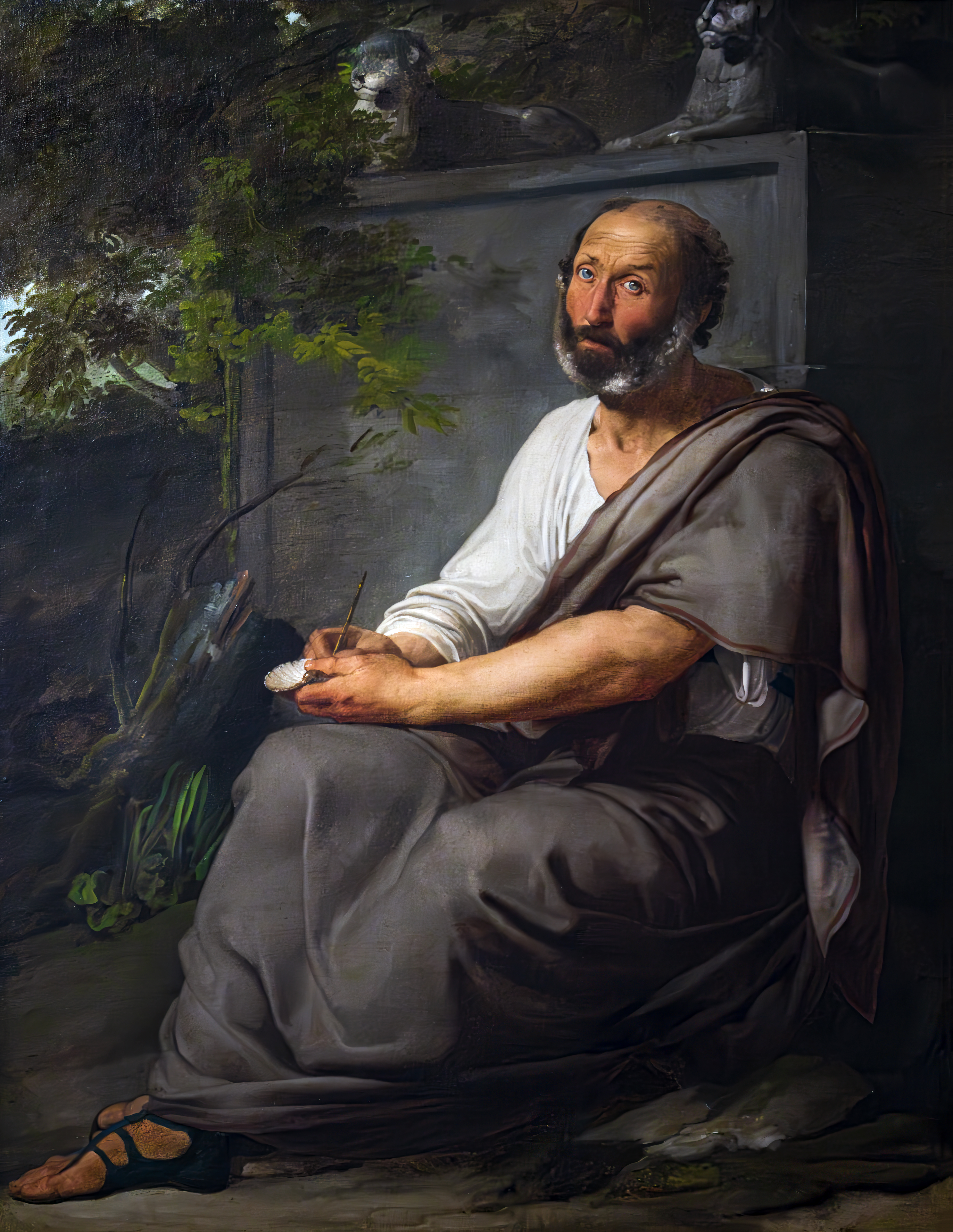
Aristoteles (1811)
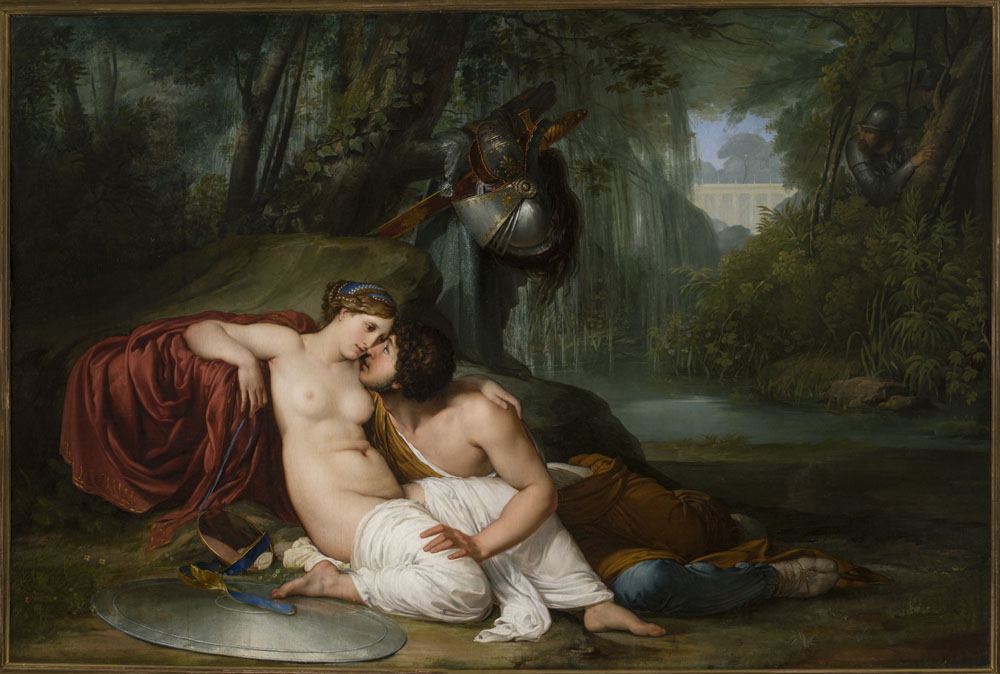
Rinaldo a Armida (1812–13)
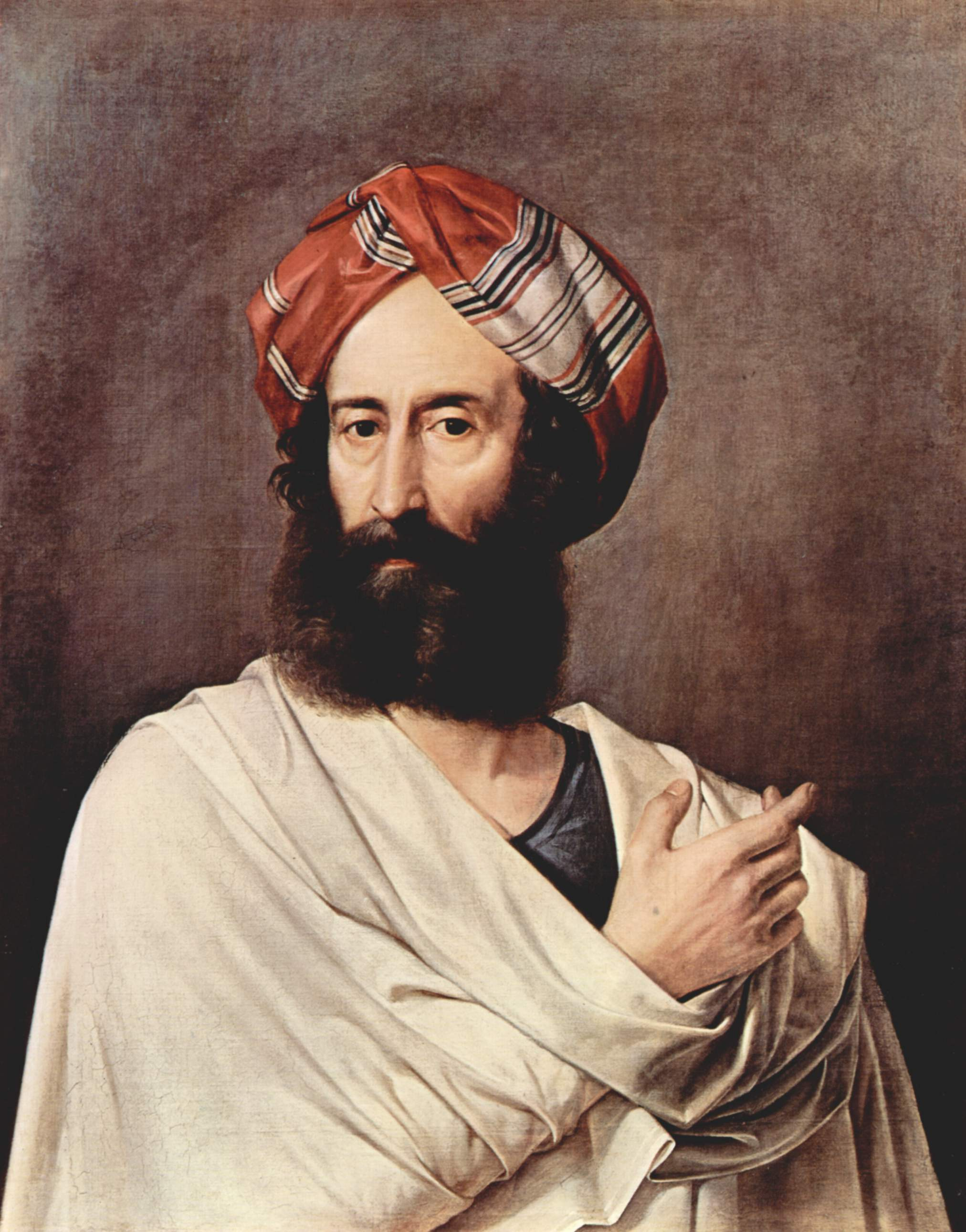
Efraim
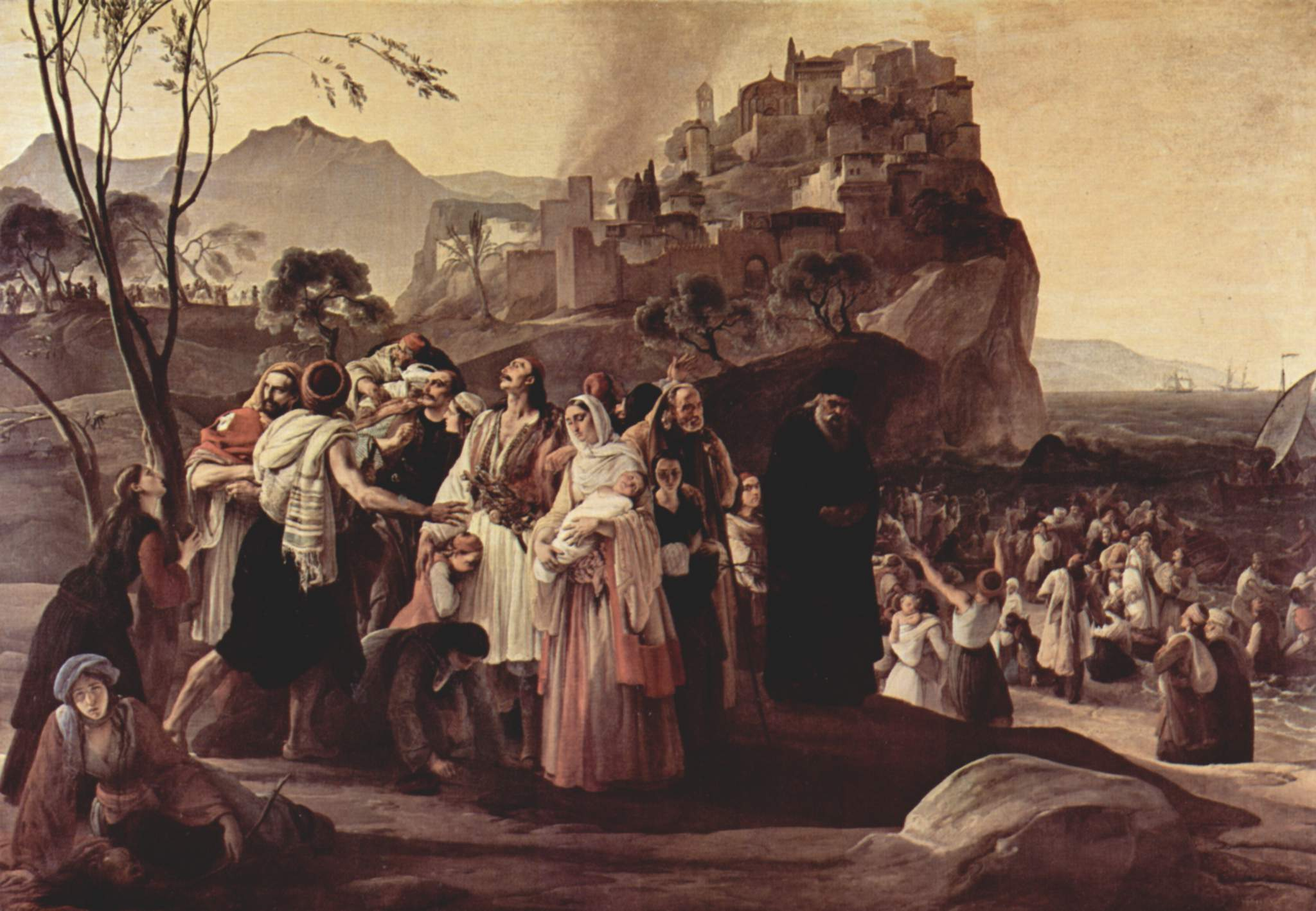
Uprchlíci z Pargy
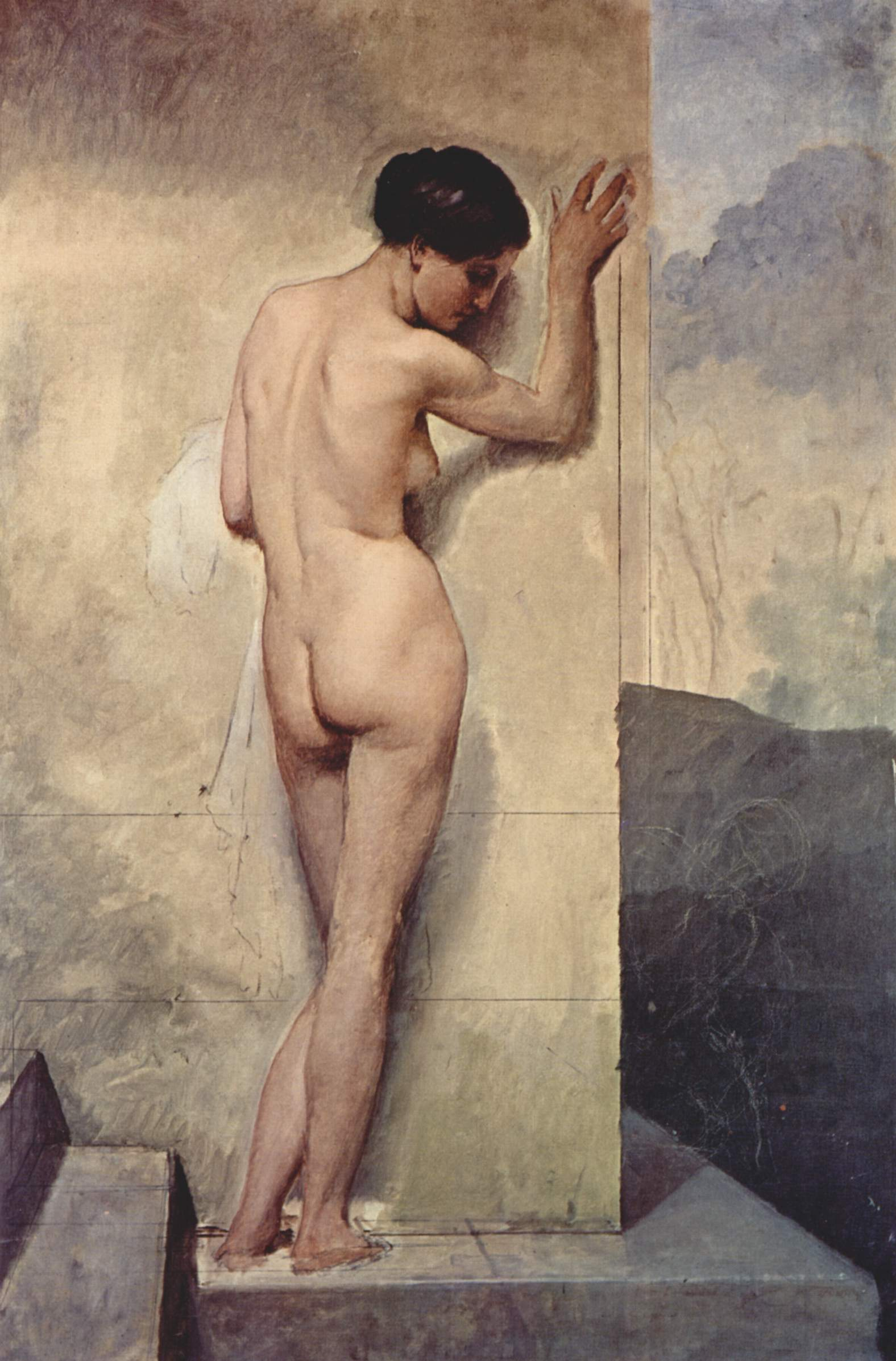
Ženský akt (c. 1859)
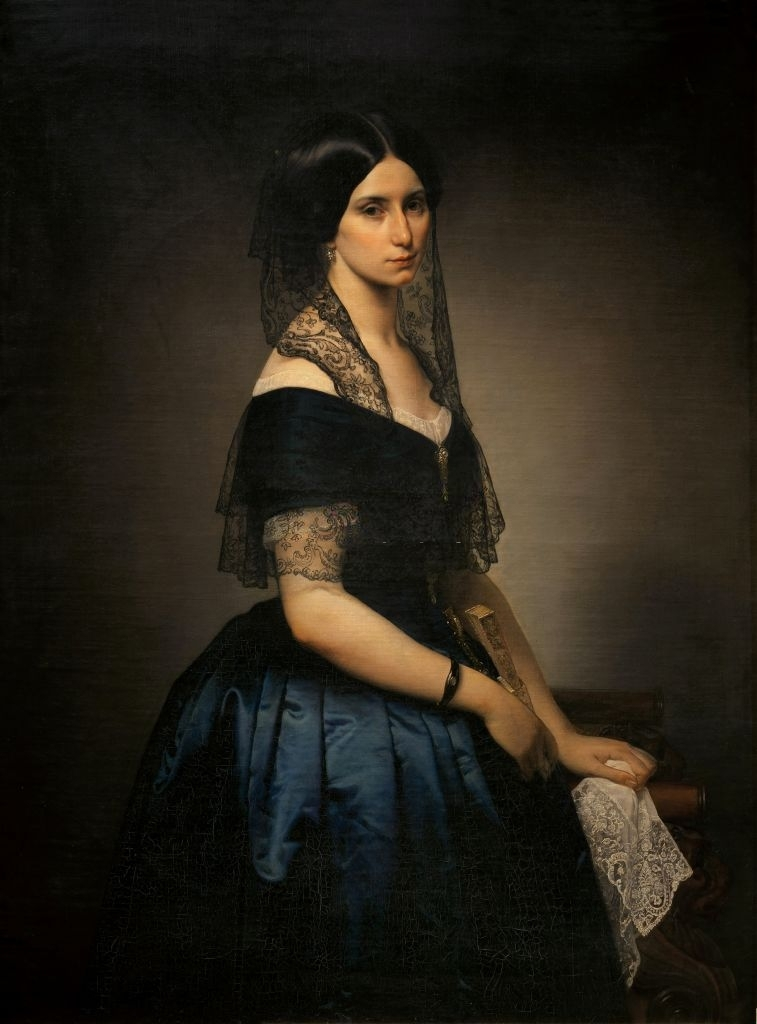
Antonietta Tarsis Basilico (1851)
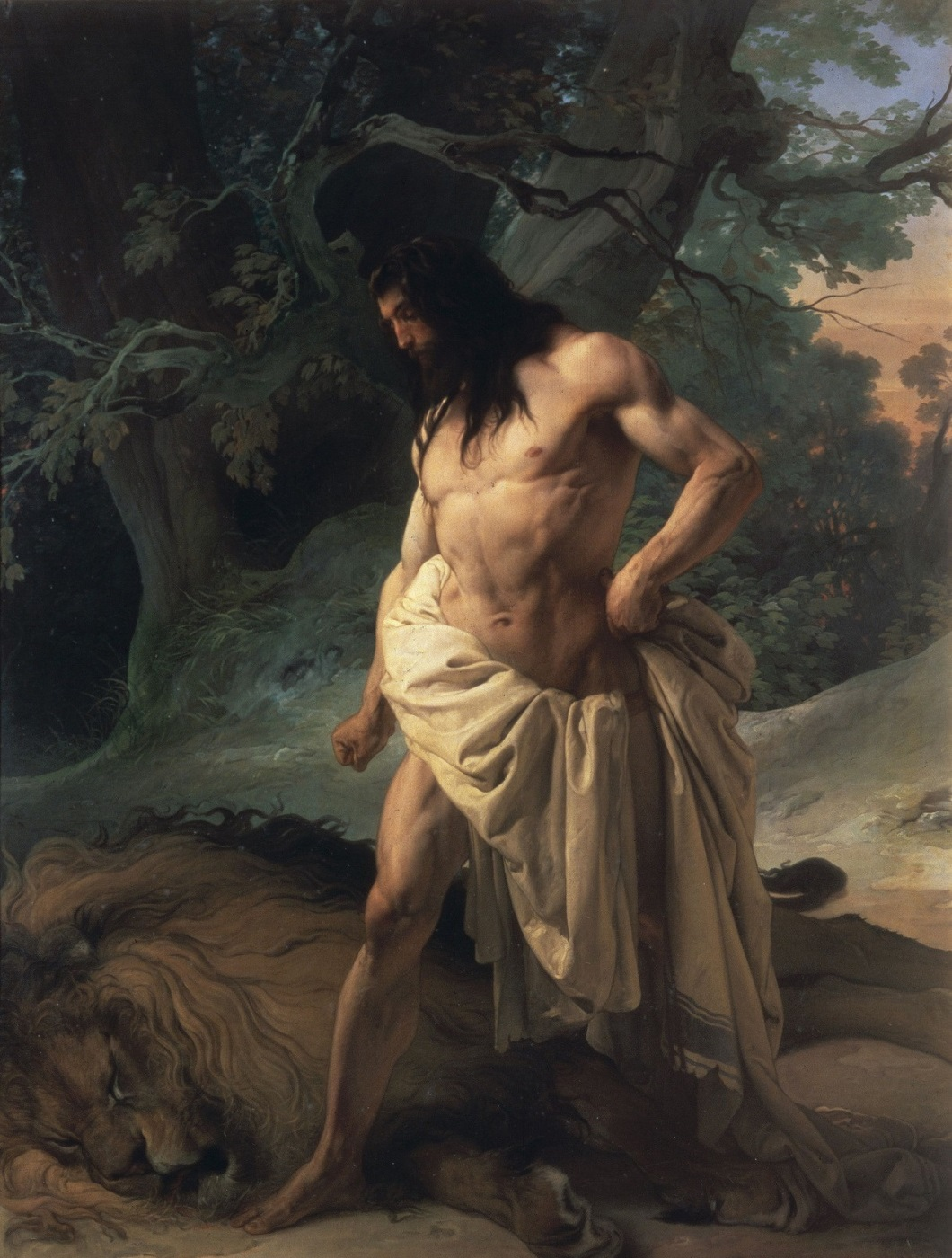
Samson a lev (1842)
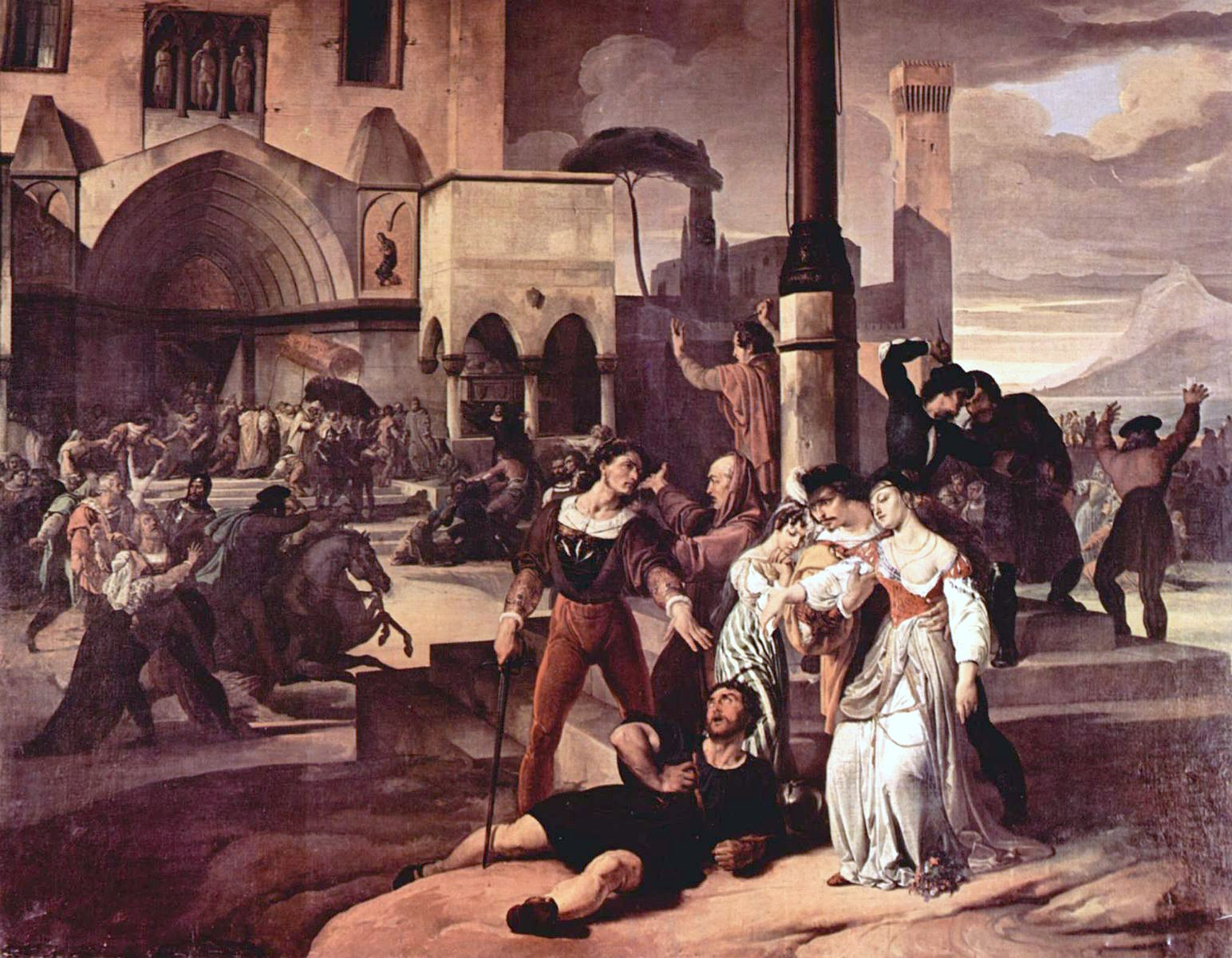
Sicilské nešpory, Scéna 1 (1821–1822)
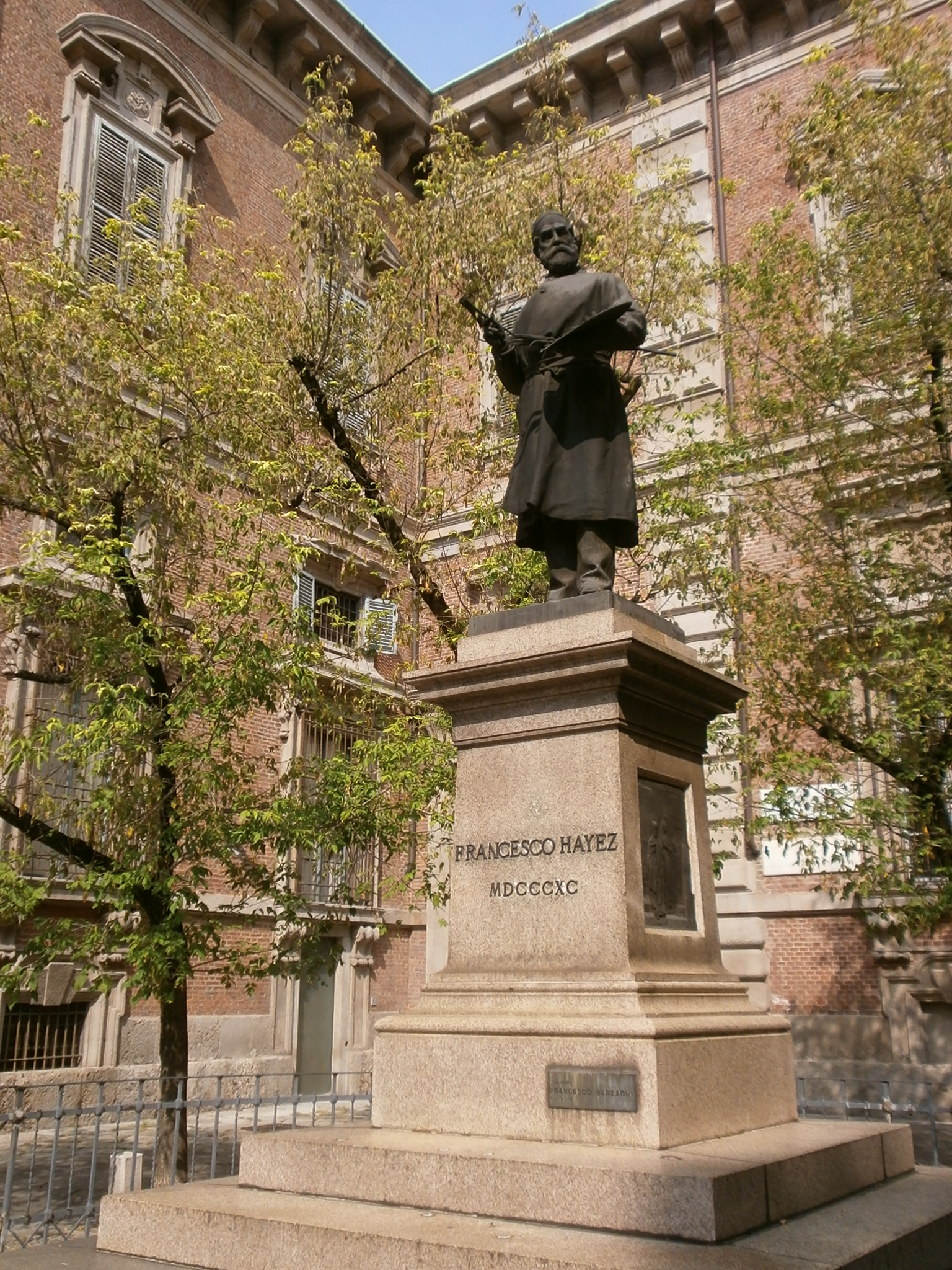
Hayezův pomník, Piazzetta di Brera, Milán